# قسم علي أباد الريفي (مقاطعة عنبر أباد)
قسم علی أباد الريفي (بالفارسية: دهستان علی‌آباد) هو قسم ريفي يقع في إيران في الناحية المركزية لمقاطعة عنبر أباد. يقدر عدد سكانها بـ 7,968 نسمة .